# Srocko (województwo śląskie)
Srocko (dawniej Serock) – wieś w Polsce położona w województwie śląskim, w powiecie częstochowskim, w gminie Mstów.
W latach 1975–1998 miejscowość administracyjnie należała do województwa częstochowskiego.

## Historia
Pierwsza wzmianka o miejscowości pochodzi z 1220 roku, z dokumentu biskupa krakowskiego Iwo Odrowąża w którym miejscowość wymieniona jest w staropolskiej formie Sroczsko. Kolejna wzmianka o miejscowości znajduje się w łacińskim dokumencie z 1250 roku wydanym przez papieża Innocentego IV w Lyonie gdzie wieś zanotowana została w zlatynizowanej, staropolskiej formie „Srocsco”.
W dobie Sejmu Wielkiego Srocko należało do powiatu lelowskiego.